# Nico Pulzetti
Nico Pulzetti, född 13 februari 1984, är en italiensk fotbollsspelare, som spelar för Cesena på lån från Bologna.
Innan han kom till Livorno så spelade han för Cesena 2003-2004, Castelnuovo Garfagnana 2004-2005 och sedan gick han till Verona 2005-2007.
Under året 2007 han skrev på för AS Livorno.
Åren 2010-2011 lånades Nico ut till Chievo.
Efter att ha varit utlånad till Chievo såldes Pulzetti vidare till Bologna där han skrev på ett kontrakt till 2015.